# J'ai pas vingt ans
«J'ai pas vingt ans» (en español: «No tengo veinte años») es el nombre del sexto sencillo de Alizée y el segundo del disco Mes courants électriques lanzado en junio de 2003. Esta canción tiene una versión en inglés titulada "I'm not twenty!".

## Formatos
Sencillo en CD Francés
1. «J'ai pas vingt ans» (4:15)
2. «I'm Fed Up!» (4:40)

Maxisencillo Francés
1. «J'ai pas vingt ans» (Versión sencillo) (4:15)
2. «J'ai pas vingt ans» (Sfaction Club Remix) (5:45)
3. «J'ai pas vingt ans» (Attitude Dance Remix) (4:10)
4. «J'ai pas vingt ans» (Attitude Dub Mix) (6:45)

Sencillo en vinilo 12"
A Side:
1. «J'ai pas vingt ans» (Sfaction Club Remix) (5:45)

B Side:
1. «J'ai pas vingt ans» (Attitude Dance Remix) (4:10)

## Posiciones
| País            | mejor posición | semanas |
| --------------- | -------------- | ------- |
| Top 100 Francia | 17             | 22      |
| Top 40 Bélgica  | 20             | 14      |
| Top 100 Suiza   | 60             | 6       |
| Austria Top 100 | 60             | 3       |